# تروي بروسنان
تروي بروسنان (بالإنجليزية: Troy Brosnan)‏ هو دراج أسترالي، ولد في 13 يوليو 1993 في أديلايد في أستراليا.

## وصلات خارجية
- الموقع الرسمي
- تروي بروسنان على موقع أرشيف الدراجات (الإنجليزية)
- تروي بروسنان على موقع MTB Data (الإنجليزية)